# 楚姓
楚姓是当今中国姓氏排行第二百七十六位的姓氏。《百家姓》中排在第459位。《中国人名大辞典》中收有楚姓者12例。

## 起源
据刘宋《姓苑》和南宋《通志·氏族略》所载，周成王封颛顼帝高阳氏之裔鬻熊之曾孙熊绎于丹阳，国号荆，后迁都于郢城，始改国号楚。春秋时期鲁国有楚尹、楚丘。赵襄子有家臣楚隆。战国时，楚国为“战国七雄”之一。公元前223年，楚国被秦国所灭。楚国的公族后代就以国名为姓。楚姓与熊姓、荆姓、芈姓、庄姓、严姓、屈姓等姓氏可以说是同源。
此外据《通志·氏族略》、《万姓统谱》所载，周平王庶子林开之裔，鲁大夫林楚之后，以祖名为氏，称楚姓。

## 郡望
- 江陵郡。原为楚国首都郢都。相当于今日湖北江陵县及川东地区。
- 新平郡。汉代时属于漆县，在山西省邠县。

## 延伸阅读
[在维基数据编辑]
 《百家姓》
 《欽定古今圖書集成·明倫彙編·氏族典·楚姓部》，出自陈梦雷《古今圖書集成》